# Howse Peak
Howse Peak je s výškou 3295 m n. m. nejvyšší hora pohoří Waputik Mountains, které spadá pod Canadian Rockies. Nachází se na kontinentálním rozvodí na hranicích Britské Kolumbie a Alberty. Prvovýstup na horu byl proveden 14. srpna 1902 skupinou, v níž byl mimo jiné anglický objevitel i J. Norman Collie. V roce 2019 při sestupu z hory zahynuli horolezci David Lama, Jess Roskelley a Hansjörg Auer.